# (8620) 1981 EK5
(8620) 1981 EK5 — астероїд головного поясу, відкритий 2 березня 1981 року.
Тіссеранів параметр щодо Юпітера — 3.180.